# Resultados do Carnaval de Niterói em 2025
Nesta página estão tabulados os Resultados do Carnaval de Niterói no ano de 2025. Os desfiles foram realizados nos dias 21 e 22 de fevereiro no Caminho Niemeyer, na passarela do samba montada no pátio do Teatro Popular Oscar Niemeyer. 
A apuração das notas foi realizada na noite da terça-feira, dia 25 de fevereiro de 2025, no Praia Clube São Francisco. Folia do Viradouro foi campeã pela sexta vez com um desfile sobre o Terecô, religião afro-brasileira cultuada em cidades do Maranhão e do Piauí. Magnólia Brasil e Império de Charitas somaram o mesmo número de pontos, ficando a dois décimos do Folia. Nos critérios de desempate, a Magnólia ficou com o vice-campeonato pelo segundo ano consecutivo. A escola homenageou o cantor Roberto Ribeiro, falecido em 1996. O artista completaria 85 anos em 2025. Após dezenove anos na elite, a Unidos da Região Oceânica foi rebaixada para a segunda divisão. Sabiá venceu o Grupo B e foi promovida à primeira divisão, de onde foi rebaixada no ano anterior, reeditando seu enredo de 2015. Cacique da São José conquistou o título do Grupo C e subiu para a segunda divisão, de onde foi rebaixada no ano anterior, com um enredo sobre a Bahia. O Grupo de Avaliação voltou a ser disputado após cinco anos, tendo como vencedora a Acadêmicos do Data Vênia Doutor.

## Grupo A
| Colocação | Escola                    | Enredo                                                                  | Pontos | Situação                     |
| --------- | ------------------------- | ----------------------------------------------------------------------- | ------ | ---------------------------- |
| 1.º       | Folia do Viradouro        | Intelêkô: A Encantaria na Folia                                         | 179.1  | Campeã do carnaval de 2025   |
| 2.º       | Magnólia Brasil           | Divina Invenção! Um Brinde à Roberto Ribeiro                            | 178.9  |                              |
| 3.º       | Império de Charitas       | Padroeira – A Promessa nas Águas da Fé                                  | 178.9  | Bateria (19.8 pts)           |
| 4.º       | Império de Araribóia      | Asa Branca do Sertão                                                    | 178.7  |                              |
| 5.º       | Experimenta da Ilha       | Dandara, A Flor Guerreira dos Palmares                                  | 178.4  |                              |
| 6.º       | Alegria da Zona Norte     | No espelho da Alegria reflete um artista! Muito prazer, eu sou Autista! | 178.2  |                              |
| 7.º       | Souza Soares              | Ita Puka - Uma História de Amor...                                      | 177.9  |                              |
| 8.º       | Unidos da Região Oceânica | A Oceânica em uma noite de luar                                         | 175.7  | Rebaixada ao Grupo B em 2026 |

## Grupo B
| Colocação | Escola                          | Enredo                                                                                 | Pontos | Situação                              |
| --------- | ------------------------------- | -------------------------------------------------------------------------------------- | ------ | ------------------------------------- |
| 1.º       | Sabiá                           | Africanidades Brasileiras - Vila, o Novo Quilombo (Reedição do próprio enredo de 2015) | 179.1  | Campeã e Promovida ao Grupo A em 2026 |
| 2.º       | Banda Batistão                  | Tata Tancredo e os caminhos da Umbanda                                                 | 179    |                                       |
| 3.º       | Garra de Ouro                   | Com a boca no mundo: O líder Zé do Caroço é o recado do povo                           | 178.9  |                                       |
| 4.º       | Unidos do Sacramento            | Da África à Palmares: Aqualtune, a Princesa Guerreira do Congo                         | 178.4  |                                       |
| 5.º       | Combinado do Amor               | O Florescer da Vida no Jardim da Criação                                               | 177.5  |                                       |
| 6.º       | Tá Rindo por Quê?               | Obá Sirê Obá, Orixá Guerreira                                                          | 176.5  |                                       |
| 7.º       | Paraíso da Bonfim               | Zeferina, Uma Guerreira Quilobola                                                      | 174.3  |                                       |
| 8.º       | Mocidade Independente de Icaraí | Timbó                                                                                  | 173.4  | Rebaixada ao Grupo C em 2026          |

## Grupo C
| Colocação | Escola              | Enredo                                                             | Pontos | Situação                                |
| --------- | ------------------- | ------------------------------------------------------------------ | ------ | --------------------------------------- |
| 1.º       | Cacique da São José | Avisa lá que eu vou ao Olodum da Bahia                             | 178.4  | Campeã e Promovida ao Grupo B em 2026   |
| 2.º       | Galo de Ouro        | Egito Antigo e Seus Encantos - Uma Aventura às Margens do Rio Nilo | 178.3  |                                         |
| 3.º       | Bem Amado           | Entre o Céu e a Terra, os guardiões a caminho da eternidade        | 178.2  |                                         |
| 4.º       | Balanço do Fonseca  | A Magia no Encontro das Águas                                      | 177.4  | Rebaixada ao Grupo de Avaliação em 2026 |

## Grupo de Avaliação
| Colocação | Escola                          | Enredo | Pontos | Situação                              |
| --------- | ------------------------------- | ------ | ------ | ------------------------------------- |
| 1.º       | Acadêmicos do Data Vênia Doutor |        | 180    | Campeã e Promovida ao Grupo C em 2026 |
| 2.º       | Acadêmicos da Ponta D'Areia     |        | 178.8  |                                       |
| 3.º       | Bugres do Cubango               |        | 177    |                                       |